# 約克獅子體育場
約克獅子體育場是一座位於多倫多北約克約克大學Keele校區的戶外運動場。本體育場是約克大學校隊約克獅子、加拿大超級足球聯賽約克聯足球俱樂部和美國職業橄欖球大聯盟多倫多之箭的主場。本體育場是為了2015年泛美運動會和2015年泛美帕拉運動會而興建了，兩賽會的開幕典禮和田徑賽事都於此舉行。2021年，體育場跑道被移除，以擴大用於加拿大式足球和足球的比賽場地。

## 外部連結
- York University Lions Page （页面存档备份，存于）
- Toronto 2015 - CIBC Pan Am/Parapan Am Athletics Stadium Page （页面存档备份，存于）